# Do Children Count?
Do Children Count? è un serial cinematografico muto del 1917 in dodici episodi diretto da Lawrence C. Windom e prodotto dalla Essanay di Chicago. Protagonista della serie è l'attrice bambina Mary McAllister.

## Lista degli episodi
- 1. The Guiding Hand, regia di Lawrence C. Windom  - cortometraggio (6 giugno 1917)
- 2. Steps to Somewhere, regia di Lawrence C. Windom - cortometraggio  (13 giugno 1917)
- 3. The Wonderful Event, regia di Lawrence C. Windom - cortometraggio  (20 giugno 1917)
- 4. The Yellow Umbrella, regia di J. Charles Haydon - cortometraggio  (27 giugno 1917)
- 5. A Place in the Sun, regia di Lawrence C. Windom - cortometraggio (4 luglio 1917)
- 6. Where Is My Mother?, regia di Lawrence C. Windom - cortometraggio  (11 luglio 1917)
- 7. When Sorrow Weeps, regia di Lawrence C. Windom - cortometraggio  (18 luglio 1917)
- 8. The Uneven Road, regia di Lawrence C. Windom - cortometraggio  (25 luglio 1917)
- 9. The Season of Childhood, regia di Lawrence C. Windom - cortometraggio  (1 agosto 1917)
- 10. The Little White Girl, regia di Lawrence C. Windom - cortometraggio  (8 agosto 1917)
- 11. The Bridge of Fancy, regia di Lawrence C. Windom - cortometraggio  (15 agosto 1917)
- 12. The Kingdom of Hope, regia di L.C. Windom - cortometraggio  (22 agosto 1917)

## Produzione
Il film fu prodotto dalla Essanay Film Manufacturing Company.

## Distribuzione
Distribuito dalla K-E-S-E Service, il serial in dodici episodi uscì nelle sale cinematografiche statunitensi tra il 6 giugno e il 22 agosto 1917.